# Relazioni bilaterali tra Turkmenistan e Uzbekistan
Le relazioni bilaterali tra Turkmenistan e Uzbekistan fanno riferimento ai rapporti diplomatici ed economici tra la Repubblica del Turkmenistan e la Repubblica dell'Uzbekistan. L'Uzbekistan ha un'ambasciata ad Aşgabat, mentre il Turkmenistan ha un'ambasciata a Tashkent. Entrambi i paesi erano precedentemente repubbliche dell'Unione Sovietica, sotto i nomi di Repubblica Socialista Sovietica Turkmena e Repubblica Socialista Sovietica Uzbeka, prima del loro crollo nel 1991.

## Storia
Le relazioni tra Turkmenistan e Uzbekistan erano caratterizzate da un clima molto teso negli anni '90, periodo in cui imperversavano conflitti etnici e controlli di frontiera. La minoranza turkmena dell'Uzbekistan e la minoranza uzbeka del Turkmenistan erano oggetto di discriminazioni sponsorizzate dallo Stato, principalmente a causa di politiche nazionaliste volte a liberare i due paesi dal passato sovietico.

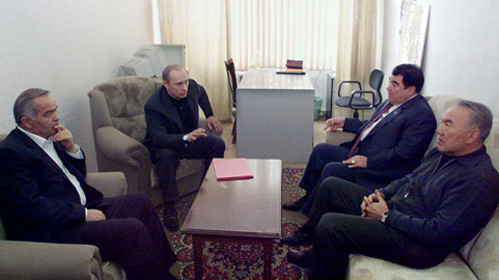
Karimov, Putin, Nyýazow e Nazarbaev nel 2002

I legami peggiorarono ulteriormente durante il governo del presidente turkmeno Saparmyrat Nyýazow, che nel novembre del 2002 accusò l'Uzbekistan di essere responsabile del finanziamento di un tentato omicidio ai suoi danni. Secondo Nyýazow, l'ambasciatore dell'Uzbekistan ad Aşgabat, Abdurashid Qodirov, era coinvolto in un presunto colpo di stato pianificato dall'ex ministro degli esteri Boris Şyhmyradow. Di conseguenza, l'ambasciatore uzbeko fu costretto a lasciare il paese, e, nei giorni successivi, le autorità turkmene obbligarono gli uzbeki etnici che vivevano vicino al confine turkmeno a trasferirsi altrove. Il culmine delle tensioni si verificò un mese dopo, il 16 dicembre 2002, quando le forze speciali del Ministero per la Sicurezza Nazionale del Turkmenistan assaltarono l'Ambasciata dell'Uzbekistan ad Aşgabat in cerca di Şyhmyradow. L'incursione violò la Convenzione di Vienna sulle relazioni diplomatiche, ma le autorità turkmene giustificarono tale azione dicendo di essere "alla ricerca di terroristi che si nascondevano nell'ambasciata". Durante l'irruzione dell'ambasciata, l'ambasciatore Qodirov e sua moglie erano presso l'ambasciata del Kazakistan, in occasione di una festa in onore del Giorno dell'indipendenza del Kazakistan. Pertanto, il presidente uzbeko Islom Karimov rifiutò di partecipare personalmente al funerale di Nyýazow alcuni anni dopo, per principio.

### Confine

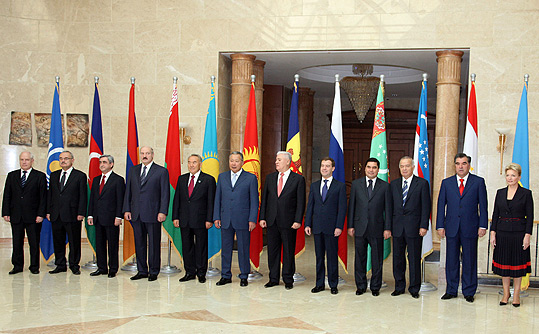
Riunione della CSI nel 2008

Le relazioni tra Turkmenistan e Uzbekistan sono state caratterizzate da serie "questioni" relative al confine tra i due paesi fino al 31 maggio 2004, quando il Ministero degli Esteri turkmeno ha rilasciato una dichiarazione in cui affermava che le dispute erano state risolte. Negli ultimi anni, le relazioni su questo tema sono ulteriormente migliorate, grazie all'impegno bilaterale nella completa delimitazione del confine.

### Sviluppi positivi
La visita di stato del presidente Karimov in Turkmenistan nell'ottobre 2007 e quella del nuovo presidente turkmeno Gurbanguly Berdimuhamedow in Uzbekistan nel marzo 2008 furono importanti tappe nello sviluppo positivo delle relazioni tra Turkmenistan e Uzbekistan. Successivi incontri tra Berdimuhamedow e Karimov (in particolare il loro incontro nel 2012) hanno contribuito al miglioramento dei rapporti. Fino a quando Shavkat Mirziyoyev non è diventato presidente dell'Uzbekistan nel settembre 2016, il Turkmenistan era considerato l'unico vicino in Asia centrale con cui il paese aveva buone relazioni bilaterali.

## Ambasciatori
Ambasciatori del Turkmenistan in Uzbekistan:
- Soltan Pirmuhammedow (1996-2012)
- Şiri Şiriýew (2012-2018)
- Yazkuli Mamedow (2018-oggi)

Ambasciatori dell'Uzbekistan in Turkmenistan:
- Abdulaxat Jalilov (1995-1999)
- Abdurashid Qodirov (1999-2002)
- Alisher Qodirov (2005-2009)
- Sherzod Fayziev (2009-2012)
- Javchar Izomov (2012-2016)
- Akmaljon Qo'chqorov (2016-oggi)[16]